# Vacabou

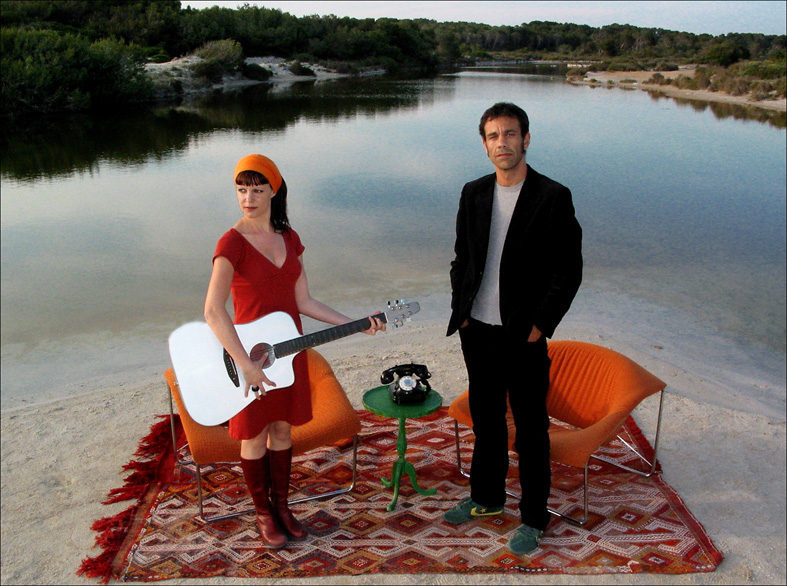
Vacabou, "Twelve Songs Inside".

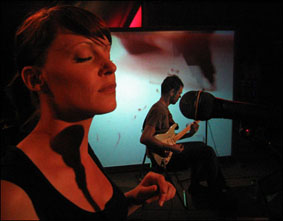
Vacabou en los conciertos de Radio 3, de RNE.

Vacabou es un grupo de música mallorquín que hace música trip-hop.
Con dos discos al mercado, ya llegó al gran público gracias al uso de melodías suyas en anuncios de televisión, a la película XXL y a múltiples cortometrajes. Sus letras son siempre en inglés, salvo el tema en francés, "Mon Théorème".
En noviembre de 2003 se publicó su primer disco Vacabou y el 12 de septiembre de 2005 fue editado por el sello británico All Saints de Brian Eno (líder de Roxy Music) y publicado así, no sólo en el Reino Unido sino en el resto de Europa. También fue publicado en Francia por el sello Naïve (casa de Carla Bruni) y en los Estados Unidos, Canadá y el resto del mundo por Rykodisc USA. El 2004 participaron en el FIB y en el Festival de Música Viva de Vic. Grabaron un concierto para RNE-Radio 3.
En 2005, Vacabou fue elegido como una de las 10 mejores bandas del año por la revista parisina "À Nous Paris".
En octubre de 2007 apareció su segundo disco al mercado, Twelve Songs Inside.

## Componentes
- Joan Feliu: compositor, guitarra eléctrica y acústica, voz
- Pascale Saravelli: voz y visuales.

En directo se suman dos miembros más:
- Pedro Gelabert: samples, teclado, guitarra acústica, voces
- Daniel Feliu: bajo

## Discografía
- Vacabou, 2003, Primeros Pasitos

1. Meditation Park
2. To Russia In White
3. Life As Interference
4. Plain
5. Rannveig
6. Blue Glass Highway
7. Barunka Left
8. Iceland
9. Angel Of Night
10. Dream N.º 9 This Week: Pdlv Piano

- Twelve Songs Inside, 2007, Primeros Pasitos

1. Someone, Somewhere
2. Lagan, Kalmykia
3. The Earth (Just Without Us)
4. Musco Memerois
5. Blue Hallway
6. Febrero
7. Night Sailing Through Volgograd
8. Mon Théorème
9. We Are, Always
10. If It Be (Your Will)
11. Winter Songs
12. Time Zone Trip

### Canciones en recopilatorios
Las canciones de Vacabou han aparecido en los siguientes recopilatorios:
- Music For Urban Lovers[10] (Angel Of Night)
- CD Festival Benicàssim FIB 04[11] (Life As Interference)
- Banda sonora original de XXL[12] (Meditation Park)
- Café Bizarre Vol.2[13]
- D-Side 31: Recopilatori de la revista D-Side (Francia)[14] (To Russia In White)
- Compounds + Elements: An Introduction To All Saints Records[15] (To Russia In White)
- CD recopilatorio "À Nous Paris"[16] ("Angel of Night")